# Miguel Ángel Santoro
Miguel Ángel Santoro (Sarandí, 27 febbraio 1942) è un allenatore di calcio ed ex calciatore argentino, di ruolo portiere.

## Carriera

### Giocatore

#### Club

Santoro all'Independiente nel 1965, battuto dal tiro dell'interista Peiró nella finale d'andata dell'Intercontinentale.

Ha passato la gran parte della sua carriera con la squadra che lo ha cresciuto: l'Independiente. Con questa squadra ha vinto quattro campionati, quattro coppe Libertadores,
una coppa Interamericana e una Coppa Intercontinentale.
Nel 1974 è emigrato in Spagna nelle file dell'Hercules dove rimarrà sino al ritiro avvenuto nel 1977.

#### Nazionale
A livello internazionale ha fatto parte della Nazionale argentina dal 1965 al 1974 partecipando ai Mondiali del 1974. In totale, con la maglia albiceleste, Santoro disputò 14 partite.

### Allenatore
Tra il 1980 ed il 2009 ha allenato l'Independiente per un totale di 36 partite.

## Palmarès

### Club

#### Competizioni nazionali
- Campionato argentino: 3

Independiente: 1967, 1970, 1971

#### Competizioni internazionali
- Coppa Libertadores: 3

Independiente: 1972, 1973, 1974
- Coppa Intercontinentale: 1

Independiente: 1973
- Coppa Interamericana: 2

Independiente: 1972, 1974